# Skate Canada International 2009
Skate Canada International 2011 fue la sexta competición
del Grand Prix de patinaje artístico sobre hielo de la temporada
2009-2010. Tuvo lugar en Kitchener, Canadá, entre el 19 y
el 22 de noviembre de 2009. Organizada por la federación de patinaje sobre hielo de Canadá, la competición sirvió de clasificatorio para la final del Grand Prix. Los patinadores en parejas Aliona Savchenko y Robin Szolkowy establecieron una plusmarca de 206,71 puntos en total en esta competición.

## Resultados

### Patinaje individual masculino
| Clasificación | Nombre               | País            | Total  | Programa corto | Programa corto | Programa libre | Programa libre |
| ------------- | -------------------- | --------------- | ------ | -------------- | -------------- | -------------- | -------------- |
| 1             | Jeremy Abbott        | Estados Unidos  | 232,99 | 1              | 79,00          | 2              | 153,99         |
| 2             | Daisuke Takahashi    | Japón           | 231,31 | 2              | 76,30          | 1              | 155,01         |
| 3             | Alban Préaubert      | Francia         | 212,28 | 4              | 72,30          | 3              | 139,98         |
| 4             | Michal Březina       | República Checa | 202,32 | 5              | 71,92          | 5              | 130,40         |
| 5             | Samuel Contesti      | Italia          | 202,25 | 7              | 67,30          | 4              | 134,95         |
| 6             | Patrick Chan         | Canadá          | 198,77 | 6              | 68,64          | 6              | 130,13         |
| 7             | Denis Ten            | Kazajistán      | 193,33 | 3              | 75,45          | 9              | 117,88         |
| 8             | Stephen Carriere     | Estados Unidos  | 188,31 | 10             | 59,40          | 7              | 128,91         |
| 9             | Armin Mahbanoozadeh  | Estados Unidos  | 186,48 | 8              | 65,30          | 8              | 121,18         |
| 10            | Joey Russell         | Canadá          | 168,71 | 9              | 61,82          | 11             | 106,89         |
| 11            | Kevin van der Perren | Bélgica         | 168,54 | 11             | 58,86          | 10             | 109,68         |
| 12            | Jeremy Ten           | Canadá          | 148,96 | 12             | 45,14          | 12             | 103,82         |

### Patinaje individual femenino
| Clasificación | Nombre           | País           | Total  | Programa corto | Programa corto | Programa libre | Programa libre |
| ------------- | ---------------- | -------------- | ------ | -------------- | -------------- | -------------- | -------------- |
| 1             | Joannie Rochette | Canadá         | 182,90 | 1              | 70,00          | 1              | 112,90         |
| 2             | Alissa Czisny    | Estados Unidos | 163,53 | 2              | 63,52          | 4              | 100,01         |
| 3             | Laura Lepistö    | Finlandia      | 158,52 | 4              | 55,74          | 2              | 102,78         |
| 4             | Mirai Nagasu     | Estados Unidos | 156,83 | 3              | 56,34          | 3              | 100,49         |
| 5             | Akiko Suzuki     | Japón          | 147,72 | 8              | 53,10          | 5              | 94,62          |
| 6             | Amélie Lacoste   | Canadá         | 141,13 | 6              | 55,10          | 6              | 86,03          |
| 7             | Cynthia Phaneuf  | Canadá         | 132,48 | 5              | 55,58          | 9              | 76,90          |
| 8             | Caroline Zhang   | Estados Unidos | 132,46 | 7              | 54,58          | 8              | 77,88          |
| 9             | Sarah Hecken     | Alemania       | 124,40 | 10             | 45,50          | 7              | 78,90          |
| 10            | Jenna McCorkell  | Reino Unido    | 123,50 | 9              | 47,48          | 10             | 76,02          |
| 11            | Joshi Helgesson  | Suecia         | 108,41 | 11             | 40,48          | 11             | 67,93          |

### Patinaje en parejas
| Clasificación | Nombre                                  | País           | Total  | Programa corto | Programa corto | Programa libre | Programa libre |
| ------------- | --------------------------------------- | -------------- | ------ | -------------- | -------------- | -------------- | -------------- |
| 1             | Aliona Savchenko / Robin Szolkowy       | Alemania       | 206,71 | 1              | 74,16          | 1              | 132,55         |
| 2             | Mariya Mujórtova / Maksim Trankov       | Rusia          | 185,71 | 2              | 65,80          | 2              | 119,91         |
| 3             | Jessica Dubé / Bryce Davison            | Canadá         | 166,93 | 3              | 57,90          | 3              | 109,03         |
| 4             | Anabelle Langlois / Cody Hay            | Canadá         | 159,95 | 4              | 55,52          | 4              | 104,43         |
| 5             | Caydee Denney / Jeremy Barrett          | Estados Unidos | 157,09 | 5              | 55,46          | 5              | 101,63         |
| 6             | Kirsten Moore-Towers / Dylan Moscovitch | Canadá         | 146,91 | 7              | 51,14          | 6              | 95,77          |
| 7             | Caitlin Yankowskas / John Coughlin      | Estados Unidos | 143,61 | 6              | 52,42          | 7              | 91,19          |
| 8             | Ksenia Ozerova / Aleksandr Enbert       | Rusia          | 113,36 | 8              | 40,28          | 8              | 73,08          |

### Danza sobre hielo
| 1 | Tessa Virtue / Scott Moir                        | Canadá         | 204,38 | 1 | 40,69 | 1 | 60,57 | 1 | 103,12 |
| 2 | Nathalie Péchalat / Fabian Bourzat               | Francia        | 185,07 | 2 | 35,55 | 2 | 56,05 | 2 | 93,47  |
| 3 | Kaitlyn Weaver / Andrew Poje                     | Canadá         | 165,64 | 3 | 32,18 | 4 | 51,18 | 4 | 82,28  |
| 4 | Yekaterina Bobrova / Dmitri Soloviov (patinador) | Rusia          | 161,68 | 5 | 30,09 | 5 | 45,92 | 3 | 85,67  |
| 5 | Emily Samuelson / Evan Bates                     | Estados Unidos | 160,76 | 4 | 31,47 | 3 | 51,49 | 5 | 77,80  |
| 6 | Madison Hubbell / Keiffer Hubbell                | Estados Unidos | 141,63 | 6 | 27,14 | 6 | 44,49 | 7 | 70,00  |
| 7 | Carolina Hermann / Daniel Hermann                | Alemania       | 141,61 | 7 | 25,29 | 7 | 42,78 | 6 | 73,54  |
| 8 | Andrea Chong / Guillaume Gfeller                 | Canadá         | 128,70 | 8 | 24,27 | 8 | 40,39 | 8 | 64,04  |